# Eskild Ebbesen
Pour les articles homonymes, voir Ebbesen.
Eskild Balschmidt Ebbesen, né le 27 mai 1972 à Silkeborg, est un rameur danois, quintuple médaillé olympique.

## Biographie
Il est le porte-drapeau du Danemark aux Jeux olympiques d'été de 2004 à Athènes.
Lors des Jeux olympiques de 2012, Eskild Ebbesen termine troisième du quatre sans barreur poids légers au sein de l'équipage danois, composé également de Kasper Winther, Morten Jørgensen et Jacob Barsøe.

### Palmarès

#### Aviron aux Jeux olympiques
- 1996 à Atlanta,  États-Unis
  -  Médaille d'or en quatre sans barreur poids légers
- 2000 à Sydney,  Australie
  -  Médaille de bronze en quatre sans barreur poids légers
- 2004 à Athènes,  Grèce
  -  Médaille d'or en quatre sans barreur poids légers
- 2008 à Pékin,  Chine
  -  Médaille d'or en quatre sans barreur poids légers
- 2012 à Londres,  Royaume-Uni
  -  Médaille de bronze en quatre sans barreur poids légers

#### Championnats du monde d'aviron
- 1993 à Račice,  Tchéquie
  -  Médaille d'argent en huit poids légers
- 1994 à Indianapolis,  États-Unis
  -  Médaille d'or en quatre sans barreur poids légers
- 1995 à Tampere,  Finlande
  -  Médaille d'argent en quatre sans barreur poids légers
- 1997 à Aiguebelette,  France
  -  Médaille d'or en quatre sans barreur poids légers
- 1998 à Cologne,  Allemagne
  -  Médaille d'or en quatre sans barreur poids légers
- 1999 à Saint Catharines,  Canada
  -  Médaille d'or en quatre sans barreur poids légers
- 2001 à Lucerne,  Suisse
  -  Médaille d'argent en quatre sans barreur poids légers
- 2002 à Séville,  Espagne
  -  Médaille d'or en quatre sans barreur poids légers
- 2003 à Milan,  Italie
  -  Médaille d'or en quatre sans barreur poids légers